# MAXQDA
 (janvier 2018).
MAXQDA est un logiciel conçu pour la recherche qualitative et les méthodes mixtes, pour l'analyse de textes et de données multimédia dans les institutions académiques, scientifiques et commerciales. Il est développé et distribué par VERBI Sorftware, basé à Berlin, en Allemagne.
MAXQDA est conçu pour l'utilisation dans les méthodes de recherche qualitatives, quantitatives et mixtes. 

## Produits

### MAXQDA Standard
La version standard de MAXQDA pour macOS et Windows offre des outils pour l'organisation et l'analyse de données qualitatives. Cela inclut des fichiers variés : textes, audio, images, vidéo et fichiers bibliographiques, ainsi que des données d'enquête, des tweets ou des transcriptions de groupes de discussion. Les données peuvent être analysées dans un écran composé de quatre fenêtres, à l'aide de codes et mémos. Les fonctions de visualisation et d'export de MAXQDA facilitent les présentations. MAXQDA inclut également des outils d'analyse quantitative (par ex. outils des méthodes mixtes).

### MAXQDA Plus
MAXQDA Plus est une version étendue de MAXQDA qui inclut le module MAXDictio. MAXDiction peut être utilisé pour créer des dictionnaires, ainsi que pour faire des recherches et filtrer des fichiers texte. Les analyses du vocabulaire et la fréquence des mots peuvent être utilisées dans le cadre de recherches qualitatives.

### MAXQDA Analytics Pro
MAXQDA Analytics Pro est la version la plus avancée de MAXQDA. En plus du module MAXDictio, elle intègre aussi un module complet pour l'analyse statistique de données qualitatives. Le module "Stats" offre des outils pour l'analyse statistique des données des projets MAXQDA, et permet aussi l'import pour travailler avec des bases de données externes (Excel ou SPSS).

### MAXQDA Reader
Le lecteur MAXQDA Reader permet de lire et de faire des recherches dans les projets MAXQDA sans licence. Les projets ne peuvent pas être édités. 

### MAXApp
MAXApp est une application mobile gratuite, disponible pour Android et iOS, qui inclut les fonctionnalités essentielles de MAXQDA. Elle permet à l'utilisateur de créer et coder des données et notes sur le terrain, et de les exporter ensuite sur un ordinateur ou dans un projet MAXQDA existant.

## Historique des versions
- 1989: MAX (DOS)
- 2001: MAXqda (Windows)
- 2003: MAXDictio (extension pour l'analyse quantitative de textes)
- 2005: MAXMaps (extension pour la cartographie visuelle)
- 2007: MAXQDA 2007 (Windows)
- 2010: MAXQDA 10 (Windows)
- 2012: MAXQDA 11 (Windows)
- 2012: MAXApp pour iOS (iOS App)
- 2014: MAXApp pour Android (Android App)
- 2014: MAXQDA 11 (macOS)
- 2015: MAXQDA 12 (Universelle pour Windows et macOS)
- 2016: VERBI Software lance deux nouveaux produits : MAXQDA Base et MAXQDA Analytics Pro
- 2017: MAXQDA 2018
- 2019: MAXQDA 2020

## Fonctionnalités de MAXQDA 2020
- Import de documents texte, audio, vidéo, images, tweets, enquêtes
- Données stockées dans un fichier projet
- Lecture, édition et codage des données
- Création de liens entre des parties de documents
- Annotation des données avec des mémos
- Options de visualisation (nombre de codes dans les différents documents etc.)
- Import et export d'informations démographiques (variables) depuis et vers SPSS et Excel
- Import d'enquêtes en ligne avec SurveyMonkey
- Import de pages web avec l'extension gratuite pour navigateur MAXQDA Web Collector
- Recherche et tag de mots
- Transcription de fichiers audio et vidéo
- Lecteur multimédia intégré au programme
- Géoréférencement des données (*.kml)
- Outils pour résumer le contenu
- Codage avec des émoticônes et symboles
- Export au format texte, Excel, html, xml, et comptes rendus spéciaux
- Création de tables de fréquence et de graphiques
- Gestion des utilisateurs
- Analyse statistique de données qualitatives